# Coppa di Francia 2011-2012 (hockey su pista)
La Coppa di Francia 2011-2012 è stata l'11ª edizione della principale coppa nazionale francese di hockey su pista. La competizione ha avuto luogo dal 29 ottobre 2011 e si è conclusa con la finale in campo neutro a Dinan il 22 aprile 2012.
Il trofeo è stato conquistato dal SCRA Saint-Omer per la terza volta nella sua storia superando in finale lo Quévert.

## Risultati

### Ottavi di finale
| Squadra 1        | Risultato | Squadra 2       |
| ---------------- | --------- | --------------- |
| Saint-Sébastien  | 4 - 8     | Gazinet-Cestas  |
| Ploufragan       | 3 - 10    | La Vendéenne    |
| Vaulx-en-Velin   | 3 - 6     | Saint-Brieuc    |
| Lione            | 5 - 6     | Mérignac        |
| Biarritz         | 5 - 8     | Noisy-le-Grand  |
| Mont St Aignan   | 1 - 9     | SCRA Saint-Omer |
| Plonéour-Lanvern | 3 - 6     | Quévert         |
| ASTA Nantes      | 5 - 8     | Coutras         |

### Quarti di finale
| Squadra 1      | Risultato | Squadra 2       |
| -------------- | --------- | --------------- |
| Gazinet-Cestas | 5 - 4     | La Vendéenne    |
| Saint-Brieuc   | 5 - 4     | Mérignac        |
| Noisy-le-Grand | 0 - 3     | SCRA Saint-Omer |
| Quévert        | 5 - 4     | Coutras         |

### Final four

#### Semifinali
| Dinan 21 aprile 2012 | Gazinet-Cestas | 0 – 8 | Quévert | Salle Némée |

| Dinan 21 aprile 2012 | Saint-Brieuc | 0 – 7 | SCRA Saint-Omer | Salle Némée |

#### Finale
| Dinan 22 aprile 2012 | Quévert | 1 – 2 | SCRA Saint-Omer | Salle Némée |